# Kevin Bolger
Kevin Bolger (Minocqua, 11 aprile 1993) è un fondista statunitense.

## Biografia
Kevin Bolger, attivo dal febbraio del 2012, ha esordito in Coppa del Mondo il 3 marzo 2018 a Lahti in una sprint (11º) e ai Campionati mondiali a Seefeld in Tirol 2019, dove si è classificato 18º nella sprint; ai successivi Mondiali di Oberstdorf 2021 nella medesima specialità si è piazzato 35º e ai XXIV Giochi olimpici invernali di Pechino 2022, sua prima presenza olimpica, è stato 17º nella sprint e 9º nella staffetta. Ai Mondiali di Planica 2023 si è classificato 44º nella sprint e a quelli di Trondheim 2025 si è piazzato 22º nella 50 km, 31º nello skiathlon e 7º nella staffetta.

## Palmarès

### Coppa del Mondo
- Miglior piazzamento in classifica generale: 52º nel 2021